# Enrique Epalza
Enrique Epalza y Chafreau (c. 1861-1933) fue un arquitecto y fotógrafo español.

## Biografía
Nacido en 1860 o 1861, en 1896 fue nombrado arquitecto municipal de Bilbao, en sustitución de Edesio de Garamendi, al enfermarse este, cargo que ostentó hasta 1903. Siendo arquitecto municipal, entre 1899 y 1900 redactó el Primer Proyecto de Ampliación del Ensanche, que fue rechazado. Epalza, que también practicó la fotografía, falleció en 1933.

## Obras destacadas

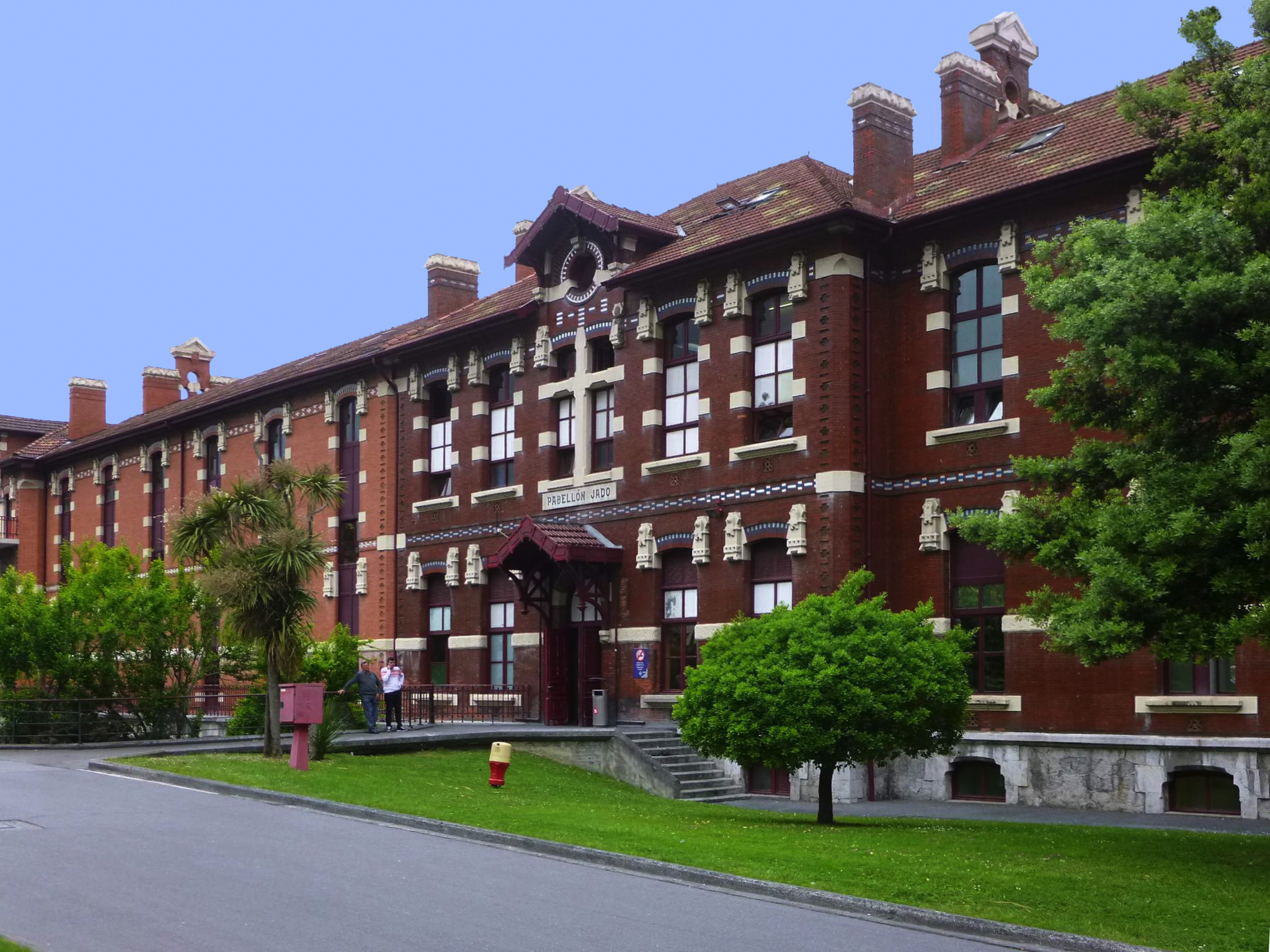
Hospital de Basurto

- Cementerio de Vista Alegre, Derio (1896-1899), con Edesio de Garamendi.
- Hospital de Basurto (1898-1908).[5]
- La Ceres (fábrica de harinas) (1899-1900), con el ingeniero Ramón Grotta[6] (aunque existe discrepancia al respecto, ya que otras fuentes citan Federico de Ugalde).[7]
- C/ Hurtado de Amézaga, 13 (1902).
- C/ Uribitarte, 3, edificio de viviendas, hoy sede del Colegio de Abogados de Vizcaya (1904).